# فاني ايمانويل
فاني ايمانويل (بالإنجليزية: Fannie Emanuel)‏ هي ناشِطة أمريكية، ولدت في 31 يوليو 1871، وتوفيت في 31 مارس 1934.